# Cascade de Battion
La cascade de Battion  est une chute d'eau du massif des Vosges située sur la commune de Rochesson. Elle est constituée de plusieurs petites chutes successives.